# Vitrac-Saint-Vincent
Vitrac-Saint-Vincent é uma comuna francesa na região administrativa da Nova Aquitânia, no departamento de Charente. Estende-se por uma área de 22,07 km². Em 2010 a comuna tinha 522 habitantes (densidade: 23,7 hab./km²).